# Tisserin de Clarke
Ploceus golandi
Espèce
Statut de conservation UICN

 EN C2a(ii) : En danger
Le Tisserin de Clarke (Ploceus golandi) est une espèce de passereaux appartenant à la famille des Ploceidae.